# 李懋芳
李懋芳（？—1637年），字国华，號玉完，浙江绍兴府上虞縣人。明朝政治人物。

## 生平
万历三十四年（1606年）丙午科浙江乡试举人，四十一年（1613年）癸丑科進士，授扬州府兴化县知县，弭盗锄奸，洁己守正。有黠胥进金，叱之胆裂。场民某以女私人，自焚其庐，觅他尸投烬，以女死诳壻。懋芳烛其奸，叱捕密侦，获女于所私家，邑颂神明。岁大旱，飞蝗蔽天，懋芳潜祷，甘霖如注，蝗悉赴水，民乐有秋。六载奏最，天啓二年考选，擢福建道御史。值内艰旋里，五年十二月服阕入都，复除山东道御史，疏论枢辅孙承宗糜费金钱，当关碌碌无一奇策，力求卸担，未奉明旨召还而擅离信地，中外惊疑。又弹劾总兵馬世龍、亓诗教、太常寺少卿赵兴邦。点差巡青，值魏珰焰张，青厂灾，珰为麾救，廷臣皆称厂臣功，懋芳独归福主上，不及珰一字。后差苏松，督学吴中，搜罗名宿，靡遗乡会，得人特盛。时周延儒擅权，抗疏论其植党营私，蠹政害民，周胆悸，出懋芳南京刷卷，寻擢廷尉，狱多平反。会流寇告警，崇祯八年，命代朱大典巡抚山东，护漕整旅，累建奇功。适雨雹报灾，疏内有小人害君子句，又忤温体仁，劾去之，出其党颜继祖代抚。廷议懋芳去留系东省存亡，交章推荐，会事迫不果覆。逾年，懋芳卒于家。